# Audi Typ B
La Typ B (nota anche come 10/28 PS) è stata la seconda autovettura prodotta in serie dall'Audi, per la precisione dal 1910 al 1914. Alcune fonti riportano però che è stata assemblata fino al 1917.

## Contesto
Il modello era un'evoluzione della precedente Typ A, ed era equipaggiato con un motore a quattro tempi ed a quattro cilindri da 2.612 cm³ di cilindrata. L'alesaggio e la corsa erano, rispettivamente, 80 mm e 130 mm, mentre la potenza sviluppata raggiungeva i 28 CV a 1.800 giri al minuto. La distribuzione era IOE. Il cambio era a quattro marce, e la trazione era posteriore. La carreggiata anteriore e posteriore era 1.300 mm. Era disponibile con carrozzeria turismo due o quattro posti. Le sospensioni erano ad assale rigido ed a balestra. Nella sua struttura generale (telaio, motore, ecc), la Typ B riprendeva abbastanza fedelmente la Horch 10/30 PS, rispetto alla quale era però più moderna.
La velocità massima raggiunta dalla Typ B era di 75 km/h.
Un esemplare della Typ B vinse la Alpenrennen del 1911. In totale, vennero prodotti 360 esemplari. La Typ B fu sostituita da due modelli, uno più potente ed uno di potenza inferiore: il più potente fu la Typ C disponibile già dal 1912, mentre il meno potente, e quindi di fascia inferiore, fu la Typ G lanciata nel 1914.